# Pradarias canadenses
As pradarias canadenses são uma região no Oeste do Canadá, que pode corresponder a várias definições diferentes, naturais ou políticas. A região compreende a porção canadense das Grandes Planícies, e notavelmente, as Províncias das Pradarias ou simplesmente As Pradarias, que compreendem as províncias de Alberta, Saskatchewan e Manitoba, pois são parcialmente cobertas por pradarias (pastagens), principalmente nas regiões do sul de cada província. Em um sentido mais restrito, o termo também pode se referir apenas às áreas daquelas províncias cobertas por pradarias, suas porções da região fisiográfica conhecida como as Planícies Interiores. A pradaria também cobre partes do nordeste da Colúmbia Britânica, embora essa província não seja tipicamente incluída na região em um sentido político.
As pradarias no Canadá são um bioma de pastagens e matagais de clima temperado, dentro da ecorregião das pradarias canadenses, e consistem de pastagens mistas no norte de Alberta, Saskatchewan e sul de Manitoba, pastagens curtas no sudeste de Alberta e no sudoeste de Saskatchewan, pastagens altas no norte no sul de Manitoba, e no parque de Aspen, que cobre o centro de Alberta, o centro de Saskatchewan e o sul de Manitoba. A Pradaria começa ao norte de Edmonton, abrange as três províncias em uma linha inclinada para o sul a leste da fronteira entre Manitoba e Minnesota. Alberta tem a maioria das terras classificadas como pradaria, enquanto Manitoba tem a menor, já que a Floresta Boreal começa em uma latitude mais baixa em Manitoba do que em Alberta.